# Lycée d'Hämeenlinna
Le lycée d'Hämeenlinna (en finnois : Hämeenlinnan Lyseon Lukio) anciennement lycée normal d'Hämeenlinna (finnois : Hämeenlinnan normaalilyseo) est un lycée situé à Hämeenlinna en Finlande.

## Présentation
Le lycée fondé en 1872, est situé au dans le quartier Koilliskulma du centre d'Hämeenlinna.
En 2017, il est l'un des deux lycées de la ville.
Le lycée d'Hämeenlinna et le lycée de Kauriala étaient en train de fusionner à l'automne 2018 pour former un nouveau lycée sur le campus de l'École professionnelle Tavastia à Hattelmala. Cependant, la décision a été annulée et les deux lycées continuent de fonctionner indépendamment.

## Anciens élèves
- Juhani Arajärvi
- Jean Sibelius,
- Juho Kusti Paasikivi,
- Eemil Nestor Setälä,
- Eino Leino,
- Vexi Salmi,
- Irwin Goodman
- Jyrki Pekka Emil Linnankivi
- Väinö Hakkila